# Pinacoteca Peschi-Graziosi
La Pinacoteca Peschi-Graziosi è il museo comunale di Montecosaro che conserva nel palazzo del Complesso Agostiniano Montecosaro (CAM), costruito alla fine del XIII secolo, le collezioni della città. Molte opere furono donate alla città da Sergio Graziosi, a cui la Pinacoteca è intitolata assieme all'artista Umberto Peschi.

## La Collezione
La collezione presenta, oltre a tele e dipinti databili tra il XV ed il XVIII secolo, una collezione di opere raccolte da Sergio Graziosi. Una sezione della Pinacoteca presenta poi una raccolta di opere grafiche di Giorgio de Chirico e Mino Maccari.
Artisti contemporanei
- Vittorio Amodio
- Patrizia Baldoni
- Arrigo Barbieri
- Ewa Blaszak
- Luciano Bongiovanni
- Mauro Brattini
- Carlo Bruzzasi
- Marisa Calvani
- Sandra Carassai
- Sergio Carlacchiani
- Agostino Cartuccia
- Arnoldo Ciarrocchi
- Alfredo Cifani
- Giorgio Ciommei
- Girolamo Ciulla
- Silvio Craia
- Egidio Del Bianco
- Lucio Del Gobbo
- Marcello Diotallevi
- Anna Donati – Iskra
- Pina Fiori
- Salvatore Fornarola
- Esmeralda Gianni
- Franco Giuli
- Paolo Gobbi
- Paolo Gubinelli
- Carlo Iacomucci
- Fausto Luzi
- Enrica Mambretti
- Marisa Marconi
- Girio Marsili
- Massimo Melloni
- Giancarlo Minen
- Romina Montani
- Vincenzo Monti
- Silvio Natali
- Giuseppe Paccamiccio
- Alessandro Petromilli
- Piero Piangerelli
- Riccardo Piccardoni
- Roberto Pisani
- Andrea Puca
- Alessandra Pucci
- Gabriele Poli
- Rosella Quintini
- Nino Ricci
- Gisella Rossi
- Fulgor C. Silvi
- Roberto Torregiani
- Luana Trapè
- Anna Uncini
- Andrea Zega